# Museo de Arte Moderno de Río de Janeiro
El Museo de Arte Moderno de Río de Janeiro (en portugués Museu de Arte Moderna do Rio de Janeiro, también conocido por la sigla MAM) es una de las instituciones culturales más importantes de Brasil. Está ubicado en el barrio Glória de Río de Janeiro, en el Parque do Flamengo, cerca del aeropuerto Santos Dumont. Su sede es la obra más conocida del arquitecto carioca Affonso Eduardo Reidy, con una orientación al Racionalismo arquitectónico, especialmente, por el uso de estructuras de fundición y por su integración con el entorno. El concepto estructural fue diseñado por Carmen Portinho que además dirigió la obra.
Creado como una organización privada sin fines de lucro, el museo fue inaugurado en 1948 por iniciativa de un grupo de empresarios, presidido por Raymundo Ottoni de Castro Maya. Es el fruto del contexto económico y cultural que Brasil experimentó tras el fin de la Segunda Guerra Mundial, en que se observó la diversificación de las instalaciones culturales en este país y la adquisición de un valioso patrimonio artístico.
Escenario de varios acontecimientos de gran relevancia en la vanguardia artística brasileña, el museo ha albergado a lo largo de su historia una colección de arte moderno muy representativa, si bien la mayor parte se perdió en el trágico incendio de 1978. Hoy en día, el MAM conserva alrededor de 11 mil objetos, la mayoría proveniente de la colección Gilberto Chateaubriand, concedidos en forma de préstamo al museo desde 1993.

## Incendio de 1978
En 8 de julio de 1978 el museo fue devorado por las llamas y que destruyó 150 obras y dejó otras novecientas afectadas por el desastre. Entre las obras arrasadas se encontraban artistas reconocidos como Pablo Picasso, Salvador Dalí, Joan Miró y parte de la colección que fue pedida en préstamo al museo de bellas artes de Uruguay en donde se encontraban obras de Joaquín Torres García.
Entre las obras perdidas están Retrato de Dora Maar y Cabeza de Mujer de Pablo Picasso, Mujer Llorando de Cándido Portinari, Huevo sobre el plato sin plato de Salvador Dalí y Personaje en un paisaje de Joan Miró.